# Handknattleiksfélag Kópavogs
Handknattleiksfélag Kópavogs (zkracováno HK) je islandský sportovní klub, jehož fotbalový oddíl hraje od ročníku 2025 druhou nejvyšší islandskou ligu. Klub byl původně založen jako čistě házenkářský v lednu roku 1970. V roce 1974 se přidal volejbalový oddíl a od roku 1992 kopaná. Kromě toho organizuje také tanec, bandy a nebo stolní tenis. Sídlí ve městě Kópavogur v multifunkční hale Kórinn.

## Fotbal

Graf s výsledky fotbalistů HK v jednotlivých ročnících islandských ligových soutěží

Mužský fotbalový oddíl HK hraje od roku 2019, kdy skončil na devátém místě, na pomezí nejvyšší a druhé nejvyšší soutěže. Do první ligy postoupil z druhého místa 1. ligy v sezóně 2018, kde hrál od postupu z třetí ligy v roce 2013. Předtím v nejvyšší lize odehrál sezónu 2008, po které z předposledního místa sestoupil. V domácím poháru se probojoval do čtvrtfinále v letech 2005 a 2009 a v roce 2004 do seminifále, kde podlehl 0:1 v zápase proti Keflavíku, který nakonec pohár vyhrál.
Pro sezónu 2018 první ligy klub přijal na pozici nového hlavního trenéra bývalého islandského reprezentanta Brynjara Björna Gunnarssona. Po úspěšném ročníku zakončeném postupem do elitní soutěže byl Gunnarssonův kontrakt před začátkem sezóny 2019 prodloužen na tři roky.
Fotbalistky HK v sezóně 2019 nejvyšší ženské ligy nastupovaly ve společném týmu s klubem Víkingur Reykjavík.

### Odchovanci klubu
- Rúrik Gíslason[11]
- Hólmar Örn Eyjólfsson[12]